# Euphorbia × gayeri
Euphorbia × gayeri es una especie fanerógama perteneciente a la familia Euphorbiaceae. Es un híbrido entre Euphorbia cyparissias × Euphorbia esula subsp. tommasiniana. Es originaria del centro de Europa hasta Rumanía.

## Taxonomía
Euphorbia × gayeri fue descrita por Borbás & Soó y publicado en Botanikae Közlemények 22: 66. 1924[1925].
Etimología
Euphorbia: nombre genérico que deriva del médico griego del rey Juba II de Mauritania (52 a 50 a. C. - 23), Euphorbus, en su honor – o en alusión a su gran vientre –  ya que usaba médicamente Euphorbia resinifera. En 1753 Carlos Linneo asignó el nombre a todo el género.
gayeri: epíteto otorgado en honor del botánico húngaro; Gyula Julius Gáyer (1883 - 1932).
Sinonimia
- Tithymalus × gayeri (Borós & Soó) Holub[4][5]